# Sporting Club Montecatini Terme
Il Montecatini Sporting Club è una squadra di pallacanestro maschile di Montecatini Terme.
Fondata nel 1949, ha disputato in tutto 6 campionati di A1 e 8 di A2. Vanta come miglior risultato un 5º posto nella Serie A1 1999-2000, che le permise di partecipare alla Coppa Korać 2000-2001, prima e unica partecipazione alle coppe europee. In Coppa Italia ottenne il miglior risultato nel 1994, raggiungendo i quarti di finale. A seguito della stagione 2000-2001, chiusa con la salvezza, fu costretta al fallimento. Nel 2002 venne rifondata come RB Montecatini Terme, partendo dalla B1 e ottenendo subito la promozione in Legadue, secondo livello del basket maschile, rimanendoci per cinque stagioni. Nel 2010 rinunciò ad iscriversi e venne quindi fondato il Montecatini Sporting Club 1949; ripartì dalla C Dilettanti, vincendo il proprio girone e la Coppa Nazionale di categoria, e partecipò a tre campionati di B Dilettanti, fino alla mancata iscrizione del 2014.
Attualmente, il comune di Montecatini Terme vede la presenza di due squadre rivali: Pallacanestro Montecatini, società sponsorizzata da due aziende, La T Tecnica e Gema, e fondata nel 2023, erede del Montecatiniterme Basketball, costituita come Pallacanestro Monsummano a inizio anni '80 e poi trasferitasi a Montecatini Terme nel 2016 mentre disputava la Serie B; Montecatini Terme Valdinievole Basket o anche Herons Montecatini, attualmente sponsorizzata dall'azienda Fabo, società fondata nel 2021 e che al primo anno vinse la Serie C Gold in finale contro i cugini del Montecatiniterme Basketball.
Entrambe, nella stagione 2024-25, disputano la Serie B Nazionale. Nella stagione 2023-24 Herons Montecatini ha vinto la Coppa Italia di Serie B Nazionale, mentre in quella successiva il trofeo è stato vinto dalla Pallacanestro Montecatini.

## Storia

### Montecatini Sporting Club
La società fu fondata nel 1949, tra gli altri da Raoul Bellandi, Giuliano Rondelli, Corrado Messeri, Ieri e Paganelli come Montecatini Sporting Club. Sembra che la scelta dei colori rosso e blu come colori sociali, anziché il bianco e il celeste, che sono i colori civici del comune di Montecatini Terme, sia stata dettata dal fatto che tra i membri fondatori del club fossero presenti tifosi del Genoa.

I "gemelli" Boni e Niccolai, qui in Nazionale

La società toscana non va oltre la Serie C fino alla fine degli anni settanta. Vito Panati, presidente della Panapesca, la rileva alla fine di quegli anni. Promossi in Serie B, con buoni campionati fino al 1984-1985 dove solo una vittoria all'ultima giornata a Vigevano in una sorta di spareggio permette ai rossoblù di salvarsi proprio a scapito dei lomellini, nelle cui file militava Mario Boni, che durante l'estate sarà il colpo di mercato del GM Natali e che insieme con il prodotto del vivaio Andrea Niccolai (lanciato proprio quell'anno in quintetto a soli 16 anni) costituirà la famosa coppia dei "gemelli" del canestro e sarà alla base della prima storica promozione in Serie A2, giunta il 26 aprile 1987 a Perugia, grazie al famoso canestro all'ultimo secondo scoccato proprio da Niccolai prima della propria metà campo. Proprio nel corso dell'annata sportiva 1986-87 Andrea Niccolai fu convocato nella nazionale maggiore (primo caso di convocazione di un atleta che partecipava a un campionato di B d'eccellenza). L'anno successivo 1987-88 la società disputa il primo campionato di Serie A2 della storia. Il vecchio impianto comunale del PalaVinci non ha i requisiti per ospitare le partite, per cui la squadra è costretta a giocare le partite casalinghe al PalaTagliate di Lucca. Al primo anno di serie A2 la squadra (sponsorizzata Sharp) dopo un periodo iniziale di assestamento incomincia a vincere e a divertire sfiorando la promozione nella massima serie, perdendo nei secondi finali dell'ultima partita dei play-out sul campo della Benetton Treviso. Promozione che arriverà l'anno dopo, nel campionato 1988-89, al termine di una stagione a dir poco rocambolesca.

#### La prima promozione in A1
Di quella memorabile annata i tifosi ricordano soprattutto l'incredibile partita interna contro l'Annabella Pavia (vinta per 96 a 92), durante i play-out promozione, girone giallo. La squadra, orfana del bomber Mario Boni per squalifica e con Andrea Niccolai e Andro Knego fuori per cinque falli è sotto di ben 12 punti a poco più di un minuto dal termine, in una gara determinante per raggiungere la promozione in serie A1 e giocata al di sotto delle possibilità. La gente, sfiduciata, aveva già cominciato a lasciare il palazzetto. Nelle file rossoblù, in quella stagione, gioca anche Otis Howard, centro americano possente, arrivato proprio quell'anno a Montecatini e protagonista di una stagione di alti e bassi. Soprattutto, i tifosi non gli hanno ancora perdonato la schiacciata sbagliata clamorosamente nel finale del derby di ritorno perso contro gli acerrimi rivali dell'Olimpia Pistoia. Otis Howard (classe 1956), che per tutta la stagione non aveva tirato a più di due metri dal canestro, in quell'ultimo minuto scarso della partita contro Pavia infila tre canestri da tre consecutivi, come un tiratore di razza, stando addirittura attento a mettere i piedi dietro la linea dei tre punti. I boati provenienti dal palazzetto richiamano all'interno la gente che era già sulla via del ritorno. La bomba del pareggio, che porta Montecatini a un insperato supplementare, è del play Stefano Briga. In tribuna è un vero pandemonio e sull'onda dell'entusiasmo l'overtime sarà una pura formalità e Montecatini otterrà una vittoria fondamentale nella sua corsa alla serie A1, che si concluderà trionfalmente la settimana dopo, nel match interno contro la Filodoro Brescia, il 21 maggio 1989. È tanto memorabile e fu come un segno premonitore la storica frase proprio di Otis Howard, che nell'estate 1988 appena atterrato all'aeroporto di Pisa disse: "Io dice solo due parole: Montecatini A1"".
L'anno successivo 1989-90 Montecatini si affaccia alla massima serie come la più piccola città presente in serie A1, e per l'occasione rispolvera lo storico sponsor Panapesca, con il quale la società aveva ottenuto la prima promozione in serie A2. Venne mantenuto in gran parte il gruppo dell'anno precedente, con Mark Landsberger che prende il posto di Otis Howard. Tuttavia, la stagione non è fortunata, complice anche un brutto infortunio rimediato dal bomber Mario Boni in un Torneo precampionato e le tante partite perse per un soffio. Nonostante una lotta acerrima fino all'ultima giornata con la Neutroroberts Firenze il campionato si conclude con una retrocessione in A2.

Un derby casalingo contro Pistoia, febbraio 1994

#### Il ritorno in A1, gli anni targati Snai e la Coppa Korać
Nell'estate 1990 Andrea Niccolai venne ceduto alla Virtus Roma per la cifra record per il basket italiano di 13 miliardi di lire. Con il ricavato di quella cessione il GM Gino Natali costruì una squadra molto competitiva per cercare di riconquistare subito la massima serie. Nel frattempo, la squadra ritornò a giocare a Montecatini nel nuovo PalaTerme, inaugurato a marzo 1991. Il tentativo fallì, ma la stagione successiva 1991-92 arrivò la seconda promozione in A1. Fu una cavalcata stupenda, con in panchina il mitico Gianfranco "Cacco" Benvenuti, che dopo 30 anni ritorna sulla panchina rossoblù; trascinata in campo dal Bomber Mario Boni e probabilmente dalla coppia di americani rossoblù più forte di sempre, formata da Chris McNealy e Clemon Johnson. Dopo essere riuscita a conquistare i Play Off da neo promossa nel campionato 1992/1993 (eliminata al Primo Turno in gara-3 dalla Scavolini Pesaro, dopo che Montecatini espugnò Pesaro in Gara1) la squadra sembrava avviata a un facile mantenimento di categoria nel campionato successivo 1993-94 quando, dopo una gara contro Caserta, Mario Boni, che l'anno prima aveva vinto la classifica marcatori (primo italiano a riuscirci dopo Gianfranco "Dado" Lombardi), venne trovato positivo a un test anti doping e gli vennero inflitti due anni di squalifica. La squadra, nonostante l'assenza del capitano, venne sapientemente guidata da coach Benvenuti a una clamorosa e insperata qualificazione ai Play-Off (Sconfitta al Primo Turno in Gara 3 da Reggio Calabria, ma rimarrà il "giallo" della monetina lanciata dai tifosi reggini che colpì Giacomo Zatti, nonostante il ricorso presentato dalla società rossoblù il Giudice Sportivo confermò inspiegabilmente il risultato del campo). Nel 1994-95 la squadra retrocesse in A2 al termine di un'annata contraddistinta dall'assenza di Mario Boni per la nota squalifica e dalla girandola di americani e di allenatori (Billeri, Ranuzzi, Zorzi).

La BingoSnai 2000-2001

Dopo alcuni campionati di A2, al termine della stagione 1998-99 arriva la terza promozione in A1 targata "Snai". Fu un campionato dominato dai rossoblù in lungo e in largo, una squadra fuori categoria che si sbarazzò senza problemi di avversarie blasonate come Pesaro, Reggio Calabria, Trieste e Livorno. Il quintetto base di quella stagione, guidato in panchina da Stefano Pillastrini e dal suo vice Alessandro Finelli era composto da Scarone, Sambugaro, Niccolai, Comegys e Barlow. L'anno successivo, stagione 1999/2000, venne allestita una squadra stellare e fu raggiunto il più alto piazzamento della storia, ovvero il 5º posto e la qualificazione alla Coppa Korać. In quella squadra, forse la più forte di sempre, allenata in panchina da Stefano Pillastrini, militavano fra gli altri Andrea Niccolai, Germán Scarone, Marco Sambugaro, Reggie Slater, Roberto Chiacig, Manuel Vanuzzo, Fernando Labella. Nella stessa annata la formazione Junores guidata in panchina da Alessandro Finelli si laureò per la prima volta nella sua storia Campione d'Italia alle Finali Nazionali di Reggio Calabria. La squadra era composta da giocatori che in seguito vestiranno anche la casacca della Nazionale come Luca Garri, Jacopo Giachetti, Simone Cotani. Nella stagione seguente 2000-01, nonostante l'iscrizione in extremis al campionato a causa dei gravi problemi societari che caratterizzeranno quell'estate, Montecatini guidata in panchina dall'indimenticato Stefano Ranuzzi raggiunse una tranquilla salvezza con un budget molto limitato, grazie soprattutto alle prodezze della stella Maceo Baston. Da segnalare anche la prima e unica storica esperienza in Coppa Korać. Tuttavia, l'elevato indebitamento societario e l'abbandono dello sponsor principale condannò la compagine rossoblù al fallimento, nonostante i vari tentativi di salvataggio.

### RB Montecatini Terme
Dopo un anno di inattività, nel 2002 vi fu l'acquisizione del titolo sportivo dalla vicina società di basket Massa e Cozzile, e nacque l'RB Montecatini, presieduta dal presidente Simone Galligani e dal GM Alessandro Belloni, che vinse subito il Campionato di Serie B1, guidata in panchina dal coach Marco Calvani e in campo dal talento e dall'estrosità di Valerio Spinelli. Altri protagonisti di quella promozione furono Gabriele Niccolai, Paolo Monzecchi, Andrea Cessel. Dal 2003 i rossoblù militarono per cinque stagioni consecutive in Legadue (2003/2004 Semifinali Play/Off sconfitta da Jesi - 2004/2005 dodicesimo posto - 2005/2006 Quarti di Finale Play Off sconfitta dalla Juve Caserta - 2006/2007 undicesimo posto) fino alla fallimentare stagione 2007-08, che vide la squadra retrocedere rovinosamente in serie B, al termine di una turbolenta annata culminata nella sospensione del sentitissimo derby di ritorno del 06-04-2008 con il Pistoia Basket 2000: gli arbitri sono costretti a sospendere la gara a causa del continuo lancio di oggetti in campo proveniente dalla Curva Est, settore caldo del tifo termale, per protestare nei confronti della società e della squadra.
La stagione in A Dilettanti 2008/09 partì con buoni auspici; in panchina arrivò il nuovo allenatore Gianluca Tucci e l'idea fu quella di formare una squadra che potesse puntare in alto, costruita grazie a un'alchimia di giocatori "Under" (come prevedevano le normative dell'epoca) misti all'esperienza di veterani del calibro di Andrea e Gabriele Niccolai, Cristiano Grappasonni e Paolo Monzecchi. Tuttavia, la squadra disputò un campionato molto al di sotto delle aspettative, salvandosi solo agli spareggi contro Vado Ligure con in panchina Massimo Angelucci, che subentrò a stagione in corso all'esonerato Tucci. Nel 2009-2010, dopo un'estate tormentata, la squadra si iscrisse al campionato e ottenne una tranquilla salvezza, guidati dal confermato coach Massimo Angelucci, ma l'estate seguente la società decise di rinunciare all'iscrizione, non avendo le risorse economiche necessarie per proseguire l'attività in A Dilettanti.

### Lo Sporting Club 1949
Nel 2010 dopo la messa in liquidazione della RB Montecatini nacque lo Sporting Club 1949 con coach Massimo Angelucci, presidente Alberto Lupi e general manager Andrea Niccolai. Con la rinuncia all'iscrizione nel campionato di A dilettanti da parte dell'RB la nuova società di Alberto Lupi e Andrea Niccolai ripartì dalla Serie C', Dilettanti acquisendo il titolo dell'Usicbasket Certaldo.
Il 20 marzo 2011 lo Sporting Club 1949 con il risultato 70-58 batte Cremona e conquista la prima Coppa Italia LNP della sua storia..
Inseriti nel Girone E della C dilettanti con formazioni toscane e umbre i rossoblù guidati dall'esperienza e dal carisma di Davide Bonora arrivano primi alla fine della Regular Season e ribadiscono la loro forza nei play-off, dove regolano nell'ordine Foligno (2-0) ai quarti e Pontedera (2-1) in semifinale con una gara 2 in terra pisana decisa da un canestro convalidato dagli arbitri a favore di Pontedera per un'interferenza quanto meno dubbia quasi allo scadere. Questa decisione fa scattare la rabbia dei giocatori e del numeroso pubblico termale al seguito con incidenti sulle tribune quasi subito sedati, tanto che la decisiva gara 3 a Montecatini si gioca senza tifoseria ospite, con l'accesso consentito solo ai residenti a Montecatini Terme e con uno schieramento di forze dell'ordine mai visto in queste categorie. La finale si gioca contro i vicini di casa di Monsummano, e i rossoblù vincono le due partite senza problemi 76-49 e 90-74 raggiungendo la promozione in B dilettanti il 1º giugno 2011.
Nella stagione 2011-12, lo Sporting Club 1949 partecipa al campionato di Divisione Nazionale B (la vecchia B2). Dopo un inizio difficile la squadra si assesta anche con il ritorno di Nicolas Stanic al posto dell'infortunato Fabio Avanzini e riesce a raggiungere i play-off classificandosi al settimo posto alla fine della Regular Season dove al primo turno incontra la favorita Eagles Bologna, emanazione storica della blasonata Fortitudo. Dopo aver perso gara 1 85-49 i termali riescono a vincere gara 2 in casa 71-66, fermando la corsa della corazzata bolognese che era reduce da 14 vittorie consecutive, ma nella "bella" a Bologna i rossoblù cedono 82-53 chiudendo una stagione comunque positiva. Da segnalare in questa stagione il ritorno di una squadra giovanile (l'Under 19) alle Finali Nazionali di categoria disputate a Udine.
Nel 2012-2013 torna con i rossoblù Federico Barsotti, nella veste di nuovo capo allenatore. Il roster è rinforzato dal ritorno di Germán Scarone, che con Gabriele Niccolai e Roberto Casoli forma un trio di giocatori fuori categoria, e completato da giocatori nati negli anni novanta. Dopo le prime partite, tuttavia, Casoli è fermato per problemi cardiaci, ma la squadra si dimostra valida e vince sei delle successive otto partite. Mentre l'ala del '93 Gabriele Giarelli è convocata ad alcuni raduni con l'Italia under 20, la squadra conclude sesta, qualificandosi per i play-off con una giornata d'anticipo, ed esce al primo turno perdendo in gara-2 contro l'Affrico Basket Firenze.
Lo Sporting Club si presenta ai nastri di partenza della nuova stagione con una squadra rinnovata, composta in gran parte da giocatori under 22. 
Alla fine del girone di andata la squadra rossoblù si posiziona nella zona medio bassa della classifica, anche se la zona playoff è vicina. Spicca, in questa prima parte di stagione, la vittoria contro i rivali della Fortitudo Bologna.
A inizio girone di ritorno, la squadra si trova all'ultimo posto in classifica assieme ad altre squadre, e la società acquista Georgi Sirakov e Giorgio Sgobba.
Tuttavia, riesce a risalire la classifica, raggiungendo la salvezza a tre giornate dal termine, e concludendo poi il campionato al nono posto.
Al termine della stagione la società decide di non iscriversi al campionato successivo.

## Partecipazione ai campionati
| Categoria  | Partecipazioni | Debutto   | Ultima stagione |
| A/A1       | 6              | 1989/1990 | 2000/2001       |
| A2/Legadue | 13             | 1987/1988 | 2007/2008       |
| B1         | 9              | 1980/1981 | 2009/2010       |

### Numeri di maglia ritirati
10 Mario Boni, A, 1985-1996,2005-2006.
13 Andrea Niccolai, G, 1984-1990, 1998-2000, 2005-2010.

## Tifoseria organizzata
La tifoseria organizzata dello Sporting Club 1949 è la Onda d'Urto.
Il gruppo ultras nasce nel 1989 da diversi ragazzi montecatinesi, uniti dalla passione e nell'intento di portare in giro per l'Italia il nome dello Sporting Club e di Montecatini Terme. Dopo l'esperienza del Montecatini Sporting Club 1949, scelse di non seguire il Montecatiniterme Basketball per la stretta continuità con la Pallacanestro Monsummano, mentre ha scelto di seguire gli Herons Montecatini.
Il gruppo ha un gemellaggio storico con i tifosi della Pallacanestro Cantù, della Fulgor Libertas Forlì e della Virtus Roma

## Palmarès
- Legadue: 1

Serie A2 1998-1999
- Campionato italiano dilettanti: 2

1986-1987 2002-2003
- Coppa Italia LNP: 1

2010-11

## Denominazioni Sponsor
- Sharp Montecatini (1987–1989)
- Panapesca Montecatini (1989–1990)
- Lotus Montecatini (1990–1992)
- Bialetti Montecatini (1992–1994)
- Panapesca Montecatini (1994–1996)
- Chc Montecatini (1996–1997)
- Snai Montecatini (1997–1999)
- Zucchetti Montecatini (1999–2000)
- BingoSnai Montecatini (2000–2001)
- Agricola Gloria Montecatini (2003–2010)
- Missardi Montecatini (2011-2014)

## Palazzetto
Fin dalla sua fondazione nel 1949 la squadra si alterna tra le varie palestre della città per disputare i campionati.
A seguito della promozione in serie C la squadra disputa le partite casalinghe presso il PalaVinci (1500 posti senza le nuove regole di sicurezza).
Con la prima promozione in serie A2 il Palavinci che non aveva le adeguate norme di sicurezza non riceve la delibera e la squadra si sposta a giocare le partite casalinghe presso il Palatagliate di Lucca.
Il comune di Montecatini Terme decide nel 1989 di costruire un nuovo palazzetto “PalaTerme” con tutte le normative per poter disputare la Serie A.
Il nuovo palazzetto sorge a 1 km dall’uscita dell’autostrada, in via cimabue.
È dotato di due parcheggi molto ampi, una sala stampa, due tribune con poltroncine numerate (620 posti l’una), 4 tribunette retraibili, e un anello superiore formato da seggiolini non numerati per un totale di “5200” posti a sedere.

## Allenatori
Nel corso della sua storia giocatori di primissima fascia, tra cui molti montecatinesi, hanno indossato la maglia dello Sporting Club prima, poi della RB e poi dello Sporting Club 1949.
Il primo di questi è stato Massimo Masini, originario proprio di Montecatini, che esordì in B con la maglia rossoblù, prima di passare all'Olimpia Milano e diventare uno dei più forti pivot del suo tempo. Tornò a giocare a Montecatini a fine carriera, per poi diventare allenatore della prima squadra nelle prime storiche stagioni in serie A2. Altri montecatinesi diventati giocatori affermati e cresciuti nello Sporting Club sono stati Gino Natali e Andrea Niccolai. Mario Boni divenne capocannoniere del campionato 1992-1993 con la maglia rossoblù della Bialetti con 765 punti. Proprio Andrea Niccolai nella stagione 1990-1991 fu venduto dall'allora Panapesca Montecatini, per la cifra record di 13 miliardi di lire, a Il Messaggero Roma.
Andro Knego, nazionale slavo e medaglia d'oro olimpica a Mosca 1980, con Rod Griffin formò la prima coppia di stranieri nella storia di Montecatini, nel primo anno di serie A2.
Maceo Baston, americano, è stato un atleta rossoblù nella stagione 2000-01.